# العلاقات الأوغندية النيبالية
العلاقات الأوغندية النيبالية هي العلاقات الثنائية التي تجمع بين أوغندا ونيبال.

## مقارنة بين البلدين
هذه مقارنة عامة ومرجعية للدولتين:
| وجه المقارنة                                              | أوغندا                        | نيبال                             |
| --------------------------------------------------------- | ----------------------------- | --------------------------------- |
| المساحة (كم2)                                             | 241.04 ألف                    | 147.18 ألف                        |
| عدد السكان (نسمة)                                         | 42.86 مليون                   | 29.40 مليون                       |
| الكثافة السكانية (ن./كم²)                                 | 177.81                        | 199.76                            |
| العاصمة                                                   | كامبالا                       | كاتماندو                          |
| اللغة الرسمية                                             | لغة إنجليزية، اللغة السواحلية | اللغة النيبالية                   |
| العملة                                                    | شيلينغ أوغندي                 | روبية نيبالية                     |
| الناتج المحلي الإجمالي (بليون دولار)                      | 25.89 مليار                   | 24.47 مليار                       |
| الناتج المحلي الإجمالي (تعادل القوة الشرائية) بليون دولار | 72.25 مليار                   | 70.20 مليار                       |
| الناتج المحلي الإجمالي الاسمي للفرد دولار أمريكي          | 705                           | 743                               |
| الناتج المحلي الإجمالي للفرد دولار أمريكي                 | 1.77 ألف                      | 2.37 ألف                          |
| مؤشر التنمية البشرية                                      | 0.483                         | 0.548                             |
| رمز المكالمات الدولي                                      | +256                          | +977                              |
| رمز الإنترنت                                              | .ug                           | .np                               |
| المنطقة الزمنية                                           | ت ع م+03:00                   | UTC+05:45، التوقيت الموحد لنيبال ‏ |

## منظمات دولية مشتركة
يشترك البلدان في عضوية مجموعة من المنظمات الدولية، منها:
| علم المنظمة | اسم المنظمة                               | تاريخ انضمام أوغندا | تاريخ انضمام نيبال |
| ----------- | ----------------------------------------- | ------------------- | ------------------ |
|             | مؤسسة التنمية الدولية                     | 27 سبتمبر 1963      | 6 مارس 1963        |
|             | يونسكو                                    | 9 نوفمبر 1962       | 1 مايو 1953        |
|             | مؤسسة التمويل الدولية                     | 27 سبتمبر 1963      | 7 يناير 1966       |
|             | منظمة حظر الأسلحة الكيميائية              | ?                   | ?                  |
|             | الأمم المتحدة                             | 25 أكتوبر 1962      | 14 ديسمبر 1955     |
|             | منظمة الشرطة الجنائية الدولية             | ?                   | ?                  |
|             | البنك الدولي للإنشاء والتعمير             | 27 سبتمبر 1963      | 6 سبتمبر 1961      |
|             | الاتحاد البريدي العالمي                   | ?                   | ?                  |
|             | المركز الدولي لتسوية المنازعات الاستشارية | 14 أكتوبر 1966      | 6 فبراير 1969      |
|             | وكالة ضمان الاستثمار متعدد الأطراف        | 10 يونيو 1992       | 9 فبراير 1994      |
|             | منظمة التجارة العالمية                    | ?                   | ?                  |
|             | الفريق المعني برصد الأرض                  | ?                   | ?                  |

## وصلات خارجية
- موقع وزارة الخارجية الأوغندية
- موقع وزارة الخارجية النيبالية